# Лепенишки светилищен комплекс
„Лепенишки светилищен комплекс“ (среща се също като „Скално светилище „Чачин камък“) е вероятно непроучено древно култово място, което се намира на около 5 km от гр.Белоградчик (Област Видин).

## Описание и особености
Скалният масив на който е разположен светилищният комплекс се намира срещу природния резерват Белоградчишките скали, като от скалното възвишение има видимост към целия южен, източен и западен хоризонт. Скалата е сравнително равна и на места посредством естествените процеси на ерозия и изветряване са се образували сравнително равни своеобразни площадки, удобни за обработване.
На една от тези площадки е издълбан петроглиф, който според някои представлява модел на Слънчевата система. Около това издълбаване се наблюдават и други символи изсечени в скалата – око, квадрат, кръг и триъгълник с точка в средата. На около 10 m от петроглифите върху друг голям скален масив се наблюдават множество вкопани в скалата ями и улеи. На този етап главно служители от Историческия музей в Белоградчик и алтернативни изследователи изказват предположения, че това са останки от мегалитно светилище, което е служело и за древна обсерватория, която е свързана с още няколко подобни обекти разположени около Белоградчик, но никой от тези обекти все още не са проучени от специалисти.
Т.нар. „петроглифи“ са известни на обществеността в Белоградчик още от началото на 1980-те, но съществува и твърдението, че са изсечени от конкретен човек приблизително малко преди обнародването им. Въпросното твърдение никога не е потвърждавано или отхвърляно от независим източник. Според българската археоложка Сара Татарова (Исторически музей Белоградчик), петроглифите трябва да бъдат изследвани от специалисти по археоастрономия, които да се произнесат по автентичността, предназначението и датировката на обекта. Сега хипотезите за възрастта на петроглифите се движат в много широк диапазон – I – III хил. пр. Хр.
Българският археолог Тодор Стойчев, който е изследвал праисторическите рисунки в пещерата Магура е на мнение, че на могилата над пещерата е имало древна обсерватория. Според него от могилата се вижда панорама на звездното небе и извършваните там наблюдения са били кодирани в праисторическите рисунки във вътрешността на пещерата. Наличието на обсерваторията Стойчев обяснява с изключително точните записи в слънчевия календар наличен в „Галерията с рисунките“, който е датиран от III хил. пр. Хр. От мегалитното съоръжение на върха на могилата са запазени каменните линии маркиращи пролетното и есенното равноденствия и зимното и лятното слънцестоене.

## Алтернативни теории
Инж. Кирил Кирилов е един от най-посветените алтернативни изследователи на петроглифите от „Лепенишкия светилищен комплекс“. Според него петроглифът е древен и много сложен паметник на културата. Кирилов посвещава повече от десет години на изучаването на феномените от района на Белоградчишките скали.

## Свързаност с други археологически обекти
През 2006 г. проф.Васил Марков и членове на научния му екип провеждат теренно археологическо проучване на територията на Белоградчишките скали. Проучвайки скалите зад стените на цитаделата, на предпоследната скална площадка, Марков регистрира множество кръгли вкопавания и улеи в западната част на скалата. Според него, обаче от особен научен интерес са изсичанията разположени на северната част на скалната площадка, където са разположени няколко големи плитки кръгли жертвеници, силно изветрели, но без съмнение от изкуствен произход. Проф. Марков подчертава, че въпросните жертвеници имат своите аналози с множество подобни от Странджа, Сакар, Източна Стара Планина и Родопите. В допълнение към тях се наблюдава и силно изветряла скална стълба, изкачваща се в посока север, където се наблюдава т.нар. „жертвеник“ съставен от кръгли изсичания и сакрална стълба водеща към „небесното царство“. (Това без съмнение предхожда римската крепост изградена тук от I-III век сл. Хр. и трябва да се свърже с мегалитната култура от късната Бронзова и ранната Желязна епоха в Тракия.)
Проф. Марков отбелязва, че също така, не по-малко забележителни са жертвениците, разположени върху две култови площадки в най-високата и заравнена част на Белоградчишките скали – същинската цитадела на късната османска крепост. В този сектор се наблюдават плитки вкопавания с кръгла, четириъгълна форма, както и с формата на голяма човешка стъпка. В югоизточната част на тази скала се регисрирани и улеи, вкопани в скалата. Всичко това дава основание на проф. Марков да стигне до заключението, че на това място е съществувало значително по мащабите си, развиващо се във височина древно скално светилище използвано от тракийските племена обитавали региона в древността.
Според проф. Марков със сакрализираната територия на Белоградчишките скали трябва да се свърже и най-ниското място, между скалното образувание „Монасите“ и т.нар. каменен „Конник“, където се намира и карстов извор, споменаван в много народни легенди за мястото. Намерената от екипа на проф. Марков керамика под скалните площадки датира от предримската и трако-римската епоха.